# Geranylgeranylpyrofosfat
Geranylgeranylpyrofosfat (GGPP) är ett mellansteg i mevalonatvägen i biosyntesen av terpener och terpenoider. Det syntetiseras av levande organismer från en molekyl av vardera farnesylpyrofosfat och isopentenylpyrofosfat under katalys av enzymet geranylgeranyl-difosfat-synteas. Hos växter är det också prekursor till karotenoider (via fytoen), gibberelliner, tokoferoler och klorofyller.
Det är också prekursor till geranylgeranylerade proteiner, vilket är dess huvudanvändning i djurceller.

## Närbesläktade föreningar
- Geranylgeraniol
- Geranylpyrofosfat
- Farnesylpyrofosfat